# مک کلود، کالیفرنیا
مک کلود (به انگلیسی: McCloud) یک منطقهٔ مسکونی در ایالات متحده آمریکا است که در شهرستان سیسکیو، کالیفرنیا واقع شده‌است. مک کلود ۶٫۴۴۴ کیلومتر مربع مساحت و ۱٬۱۰۱ نفر جمعیت دارد و ۹۹۷٫۰۱ متر بالاتر از سطح دریا واقع شده‌است.